# Trillian
Trillian é um mensageiro instantâneo multiprotocolo para Windows criado pela Cerulean Studios que pode conectar-se a múltiplas redes a partir de um único cliente, como o AIM, ICQ, Windows Live Messenger, Yahoo! Messenger, IRC, Novell GroupWise Messenger, Rendezvous, e Jabber (os três últimos com a versão Pro que permite o uso de plug-ins).
Inicialmente lançado em 1 de Julho de 2000 como um freeware, a primeira versão comercial (Trillian Pro 1.0) foi publicada em 10 de Setembro de 2002.  Os criadores do Trillian prometeram que continuariam a suportar e manter uma versão gratuita do Trillian, e que ela continuará como uma aplicação de código-fonte fechado.
O programa teve o seu nome tirado da personagem fictícia Trillian, do livro The Hitchhiker's Guide to the Galaxy por Douglas Adams.
Da versão 3.0 em diante, o Trillian usa a Wikipedia para referir-se a termos digitados pelo usuário, usando o seu recurso "Instant Lookup". (OBS: disponível apenas em inglês)

## Skins ou peles
Tanto o Trillian básico quanto o Pro suportam a criação de peles usando a base XML da própria Cerulean Studios, com a linguagem própria SkinXML. Várias interfaces, emoticons, e pacotes de sons podem ser carregados também. As peles e pacotes estão disponíveis gratuitamente no site principal do Trillian, incluindo a pele padrão desenhada por designHazard.

## Plug-ins
Trillian é uma aplicação de código fonte fechado, mas a versão PRO pode ser estendida com plug-ins. Entre os plug-ins criados pela própria Cerulean Studios estão um corretor ortográfico, boletins do tempo e checador de e-mail. Outros têm desenvolvido plug-ins que incluem desde de jogos até suporte adicional a outros protocolos de outros mensageiros instantâneos.
Plug-ins estão disponíveis gratuitamente e são hospedados sem custo algum no site principal do Trillian e no fórum de plug-ins exclusivo para membros.

## Histórico de versões (versão paraWindows)
- 1 de Julho de 2000: primeira versão, 0.50
- 11 de Agosto de 2000: versão 0.52
- 29 de Novembro de 2000: versão 0.60
- 23 de Dezembro de 2000: versão 0.61
- 28 de Janeiro de 2001: versão 0.62
- 23 de Março de 2001: versão 0.63
- 4 de Junho de 2001: versão 0.635
- 20 de Junho de 2001: versão 0.6351
- 5 de Dezembro de 2001: versão 0.70
- 18 de Dezembro de 2001: versão 0.71
- 27 de Janeiro — 20 de fevereiro de 2002: versões 0.72x
- 7 de Junho de 2002: versão 0.73
- 9 de Setembro de 2002: versão 0.74 and Trillian Pro versão 1.0
- 9 de Setembro de 2003: Trillian Pro versão 2.0
- 17 de Dezembro de 2004: Trillian Basic e Pro versão 3.0
- 24 de Fevereiro de 2005: Trillian Basic e Pro versão 3.1
- 1 de Setembro de 2009: versão 3.1.14.0
- 21 de Maio de 2010: versão 4.2.0.19
- 15 de Fevereiro de 2011: versão 4.2.0.25